# Мужчине живётся трудно. Фильм 8: Любовная песня Торадзиро
«Мужчине живётся трудно. Фильм 8: Любовная песня Торадзиро» (яп. 男はつらいよ　寅次郎恋歌, отоко-ва цурай ё: торадзиро коиута; другое название — «Зов любви Тора-сана»; англ. Tora-san's Love Call (Tora-san 8) — японская комедия режиссёра Ёдзи Ямады, вышедшая на экраны в 1971 году. Восьмая часть приключений незадачливого торговца вразнос Тора-сана является самой длинной в сериале. Ёдзи Ямада был удостоен премии «Майнити» как Лучший режиссёр года.

## Сюжет
После короткого пребывания дома в Сибамате и вступив там в очередную перепалку со своими дядей и тётей, Тора-сан вновь в скитаниях по Японии. В ходе своего путешествия он посещает похороны свекрови сестры Сакуры. Овдовевшему Хёитиро становится очень одиноко после смерти жены и добродушный Торадзиро остаётся пожить с ним какое-то время, чтобы хоть как-то помочь бедняге справиться с постигшей его утратой.
Затем он возвращается в Сибамату к своим родным и встречает там новую владелицу кафе Такако, в которую непременно влюбляется. Узнав, что у красавицы есть сынок, он начинает строить планы о том, как они счастливо заживут втроём, в то время как сестра Сакура и остальные домочадцы начинают беспокоиться о его очередном любовном разочаровании. Несмотря на то, что его близкие делают всё, чтобы держать Торадзиро на расстоянии от Такако, он всё же заигрывает с матерью-одиночкой…

## В ролях
- Киёси Ацуми — Торадзиро Курума (или Тора-сан)
- Тиэко Байсё — Сакура, сестра Торадзиро
- Дзюнко Икэути — Такако
- Такаси Симура — Хёитиро Сува, отец Хироси
- Гин Маэда — Хироси, муж Сакуры
- Хисао Дадзай — Умэтаро (босс Хироси)
- Син Морикава — дядя Тацудзо
- Тиэко Мисаки — тётя Цунэ
- Мари Окамото — Саюри Одзора
- Тисю Рю — священник
- Ясукиё Умэно — Такэси Сува
- Таканобу Ходзуми — Осаму Сува
- Масахико Танимура — чернорабочий
- Ёсио Ёсида — Цурухатиро Бандо

## Премьеры
- — национальная премьера фильма состоялась 29 декабря 1971 года в Токио[1].
- — премьера в США 14 апреля 1973 года[1].

## Награды и номинации
Кинопремия «Майнити» (1972)
- Премия лучшему режиссёру 1971 года — Ёдзи Ямада (ex aequo — «Мужчине живётся трудно. Фильм 6: История бескорыстного чувства» и «Мужчине живётся трудно. Фильм 7: История борьбы»).

Премия журнала «Кинэма Дзюмпо» (1972)
- Номинация на премию за лучший фильм 1971 года, однако по результатам голосования занял лишь 8-е место.

## Комментарии
1. ↑  Русское название «Зов любви Тора-сана», встречающееся на некоторых русскоязычных сайтах в сети появилось от английского названия фильма в международном прокате — Tora-san’s Love Call, однако в советском киноведении было принято упоминать о фильме в его переводе с японского оригинала